# 阿肯色州學院和大學列表
以下是阿肯色州目前运营的公立和私立高等教育机构列表。

## 州立大學
- 阿肯色大學  （Fayetteville）
- 阿肯色大学小石城分校
- 阿肯色大學布拉芙松分校
- 阿肯色大學蒙特賽羅分校

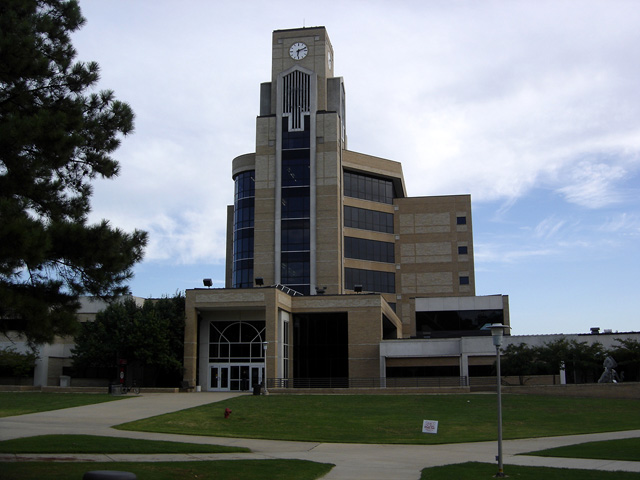
阿肯色州立大學

- University of Arkansas at Fort Smith（英语：University of Arkansas at Fort Smith）
- University of Arkansas for Medical Sciences（英语：University of Arkansas for Medical Sciences） - UAMS
- 阿肯色學院
- 阿肯色州立大學
- 阿肯色中央大學
- 阿肯色科技大學
- 亨瑞克斯學院
- 南阿肯色大學
- 漢德森州立大學

## 私立大學
- 約翰·布朗大學
- 哈汀大學
- 欧扎克斯大学
- 沃希托浸会大学